# Slayed?
Az 1972-es Slayed? a Slade harmadik nagylemeze. Az Egyesült Királyságban az albumlista élére került, 34 hétig a listán is maradt, így a legtovább listán szereplő albumuk. Amerikában is csúcstartó a Slade lemezei között, másfél évig szerepelt a listán, bár alig jutott be a Top 75-be.
Az albumon az együttes két nagy slágere szerepel, a Gudbuy t'Jane és a Mama Weer All Crazee Now. Szerepel az 1001 lemez, amit hallanod kell, mielőtt meghalsz könyvben, egy 1974-es felmérésen a 4. helyet szerezte meg a legjobb brit albumok Top 10-es listáján. 1973 elején az Egyesült Királyságban megkapta az ezüstminősítést. Ausztráliában is nagy sikernek örvendett, 1973 elején vette át a vezetést az albumlistán a Slade Alive!-tól, ekkor három kislemezük szerepelt a Top 50-ben. Egy héttel a megjelenés után aranylemez lett Ausztráliában. 1973-ban Finnországban is megkapta az arany minősítést.

## Az album dalai
|     | Cím                                   | Szerző(k)             | Hossz |
| --- | ------------------------------------- | --------------------- | ----- |
| 1.  | How D'You Ride                        | Noddy Holder, Jim Lea | 3:12  |
| 2.  | The Whole World's Goin' Crazee        | Holder                | 3:37  |
| 3.  | Look at Last Nite                     | Holder, Lea           | 3:06  |
| 4.  | I Won't Let It 'Appen Agen            | Lea                   | 3:17  |
| 5.  | Move Over                             | Janis Joplin          | 3:45  |
| 6.  | Gudbuy T'Jane (UK 2. hely)            | Holder, Lea           | 3:34  |
| 7.  | Gudbuy Gudbuy                         | Holder, Lea           | 3:30  |
| 8.  | Mama Weer All Crazee Now (UK 1. hely) | Holder, Lea           | 3:44  |
| 9.  | I Don' Mind                           | Holder, Lea           | 3:06  |
| 10. | Let the Good Times Roll/Feel So Fine  | Leonard Lee           | 3:45  |

## Helyezések
| Lista (1972)               | Helyezés | Hetek |
| -------------------------- | -------- | ----- |
| Ausztrál (ARIA) albumlista | 1        | 18    |
| Osztrák albumlista         | 3        | 12    |
| Kanadai albumlista         | 27       | 13    |
| Holland albumlista         | 10       | 3     |
| Francia albumlista         | 8        | 40    |
| Német albumlista           | 10       |       |
| Norvég albumlista          | 3        | 24    |
| Brit albumlista            | 1        | 34    |
| Billboard 200              | 69       | 26    |

## Közreműködők
- Noddy Holder – ének, ritmusgitár
- Dave Hill – szólógitár
- Jim Lea – basszusgitár, zongora
- Don Powell – dob

### Produkció
- Chas Chandler – producer
- Gered Mankowitz – fénykép (borító)
- Chris Charlesworth – jegyzetek

## Fordítás
Ez a szócikk részben vagy egészben a Slayed? című angol Wikipédia-szócikk ezen változatának fordításán alapul.  Az eredeti cikk szerkesztőit annak laptörténete sorolja fel. Ez a jelzés csupán a megfogalmazás eredetét és a szerzői jogokat jelzi, nem szolgál a cikkben szereplő információk forrásmegjelöléseként.